# BURAI (曲)
「BURAI（無頼）」は、アリスが1987年12月8日にリリースした21枚目のシングル。

## 解説
アリスは、1981年11月7日に後楽園球場でおこなわれた「アリス・ファイナル」をもって活動停止したが、6年を経て一時的に再始動した。その際、6年半ぶりのシングルとなる本作を発売した。10枚目のアルバム『ALICE X』も1週間後に発売された。

## 収録曲
全曲　作詞：谷村新司　編曲：佐々木誠
1. BURAI（無頼）
  - 作曲：堀内孝雄
2. アガサ
  - 作曲：矢沢透